# A Detective's Strategy
A Detective's Strategy è un cortometraggio muto del 1912 diretto da Lem B. Parker.

## Produzione
Il film fu prodotto dalla Selig Polyscope Company.

## Distribuzione
Distribuito dalla General Film Company, il film - un cortometraggio di una bobina - uscì nelle sale cinematografiche statunitensi il 23 settembre 1912. Il 15 dicembre dello stesso anno, fu distribuito anche nel Regno Unito.